# Zeńbok
Zeńbok (prononciation : [ˈzɛɲbɔk]) est un village polonais de la gmina de Regimin dans le powiat de Ciechanów de la voïvodie de Mazovie dans le centre-est de la Pologne.
Il se situe à environ 4 kilomètres au nord de Regimin (siège de la gmina), 12 kilomètres au nord de Ciechanów (siège du powiat) et à 88 kilomètres au nord de Varsovie (capitale de la Pologne).

## Histoire
De 1975 à 1998, le village appartenait administrativement à la voïvodie de Ciechanów.